# Nhóm cyclic
Trong lý thuyết nhóm, một nhóm cyclic (hay nhóm xyclic, hay nhóm monogenous) là một nhóm có thể được sinh ra từ một tập hợp sinh chỉ gồm một phần tử g, phần tử này được gọi là phần tử sinh của nhóm. Nếu nhóm được viết theo lối phép nhân thì mỗi phần tử của nhóm là lũy thừa của g, còn khi nhóm được viết theo lối phép cộng thì mỗi phần tử của nhóm là bội của g.

## Định nghĩa
Một nhóm G được gọi là nhóm cyclic nếu trong G tồn tại phần tử g sao cho G = <g> = { gn với mọi số nguyên n }. 
Chẳng hạn, nếu G = { e, g1, g2, g3, g4, g5 }, thì G là cyclic, và G đẳng cấu với nhóm của tập { 0, 1, 2, 3, 4, 5 } cùng phép cộng modulo 6, đẳng cấu {\displaystyle \varphi } có thể được định nghĩa qua ánh xạ {\displaystyle \varphi :g^{n}\rightarrow n}.
Với mỗi số nguyên dương n có đúng một nhóm cyclic (sai khác một đẳng cấu) có cấp n, và có đúng một nhóm cyclic vô hạn (nhóm các số nguyên với phép cộng). 
Trong trường hợp này tên gọi 'cyclic' có thể không mang ý nghĩa thông thường: nó có thể sinh ra nhiều vô hạn các phần tử và không phải là các cyclic (chu trình); nghĩa là mọi {\displaystyle g^{n}} là phân biệt (Người ta cũng nói nó là một chu trình độ dài vô hạn). Nhóm đó là nhóm cyclic vô hạn, nó đẳng cấu với nhóm cộng các số nguyên Z.
Vì các nhóm cyclic là nhóm Abel nên chúng thường được viết theo lối cộng và ký hiệu là Zn. Tuy nhiên cách viết này có thể gặp vấn đề trong lý thuyết số vì nó mâu thuẫn với cách viết thông thường cho vành các số p-adic hoặc một ideal nguyên tố địa phương hóa. Cách viết nhóm thương Z/n hay Z/nZ là cách viết chuẩn thông dụng.
Cũng có thể viết chúng theo lối nhân và ký hiệu chúng là Cn. (Chẳng hạn ta viết, g3g4 = g2 trong C5, ở đây 3 + 4 = 2 (mod 5) trong Z/5Z.)
Tất cả các nhóm cyclic hữu hạn là nhóm tuần hoàn (periodic group).

## Tính chất
Định lý cơ bản của các nhóm cyclic: Nếu {\displaystyle G\,} là một nhóm cyclic cấp {\displaystyle n\,} thì mọi nhóm con của {\displaystyle G\,} cũng là nhóm cyclic. Ngoài ra, bậc của một nhóm con của {\displaystyle G\,} là ước của {\displaystyle n\,} và với mỗi ước dương {\displaystyle k\,} của {\displaystyle n\,} , nhóm {\displaystyle G\,} có đúng một nhóm con cấp {\displaystyle k\,}.
Mọi nhóm cyclic hữu hạn đẳng cấu với nhóm { 0, 1, 2,..., n − 1 } (theo phép cộng modulo n), và nhóm cyclic vô hạn bất kỳ đẳng cấu với nhóm cộng các số nguyên Z. 
- G là nhóm abel; nghĩa là phép toán của nhóm có tính giao hoán: {\displaystyle gh=hg\ \forall \ g,h\in G}. Đó là vì {\displaystyle g+h\equiv h+g{\pmod {m}}}.
- Nếu n là hữu hạn thì {\displaystyle g^{n}=e} vì n mod n = 0.
- Nếu n = ∞, thì G có đúng hai phần tử sinh: là 1 và −1 đối với Z, và là các ảnh của chúng qua một đẳng cấu với các nhóm cyclic vô hạn khác.
- Nếu n là hữu hạn, thì G có đúng φ(n) phần tử sinh trong đó φ(n) là phi hàm Euler
- Mọi nhóm con của G là nhóm cyclic. Mỗi nhóm con hữu hạn của G đẳng cấu với nhóm { 0, 1, 2, 3,... m − 1} theo phép cộng modulo m. Mỗi nhóm con vô hạn của G đẳng cấu với mZ với m nào đó, là ảnh đơn cấu của Z.
- Gn là đẳng cấu với Z/n (nhóm thương của Z trên nZ) vì Z/n = {0 + nZ, 1 + nZ, 2 + nZ, 3 + nZ, 4 + nZ,..., n − 1 + nZ} {\displaystyle \cong } { 0, 1, 2, 3, 4,..., n − 1} theo phép cộng modulo n.

Chính xác hơn, nếu d là một ước của n, thì số các phần tử trong Z/n có cấp d là φ(d). số các lớp kề của m là n / UCLN(n,m).
Nếu p là một số nguyên tố, thì chỉ có nhóm (sai khác một đẳng cấu) với p phần tử là nhóm cyclic Cp hoặc Z/p.
Tích trực tiếp của hai nhóm cyclic Z/n và Z/m là cyclic nếu và chỉ nếu n và m llà nguyên tố cùng nhau. Chẳng hạn Z/12 là tích trực tiếp của Z/3 và Z/4, nhưng không là tích trực tiếp của Z/6 và Z/2.
Từ định nghĩa này thấy ngay rằng các nhóm cyclic có biểu diễn nhóm đơn giản Cn = < x | xn >.
Định lý cơ bản của các nhóm abel hữu hạn sinh: mọi nhóm abel hữu hạn sinh là tích trực tiếp của hữu hạn nhóm cyclic với một nhóm abel tự do.
Z/n và Z cũng là các vành giao hoán. Nêu p là số nguyên tố, thì Z/p là trường hữu hạn ký hiệu là Fp hay GF(p). Mọi trường hữu hạn với p phần tử là đẳng cấu với trường này.
Các đơn vị của vành Z/n là các số nguyên tố với n. Chúng tạo thành một nhóm theo phep nhân modulo nvới φ(n) phàn tử. Nó được ký hiệu là (Z/n)×. Chẳng hạn, ta có (Z/n)× = {1,5} với n = 6, và có (Z/n)× = {1,3,5,7} với n = 8.
Thực ra, người ta đã biết rằng (Z/n)× là cyclic nếu và chỉ nếu n là 2 hoặc 4 hoặc pk hoặc 2 pk với một số nguyên tố lẻ p và k ≥ 1, trong trường hợp này mọi phần tử sinh của (Z/n)× được gọi là một căn nguyên thủy modulo n. Chẳng hạn, (Z/n)× là cyclic với n = 6, nhưng không là cyclic với n = 8 (nó đẳng cấu với nhóm 4 Klein.
Nhóm (Z/p)× là cyclic với p − 1 phần tử với mọi số nguyên tố p, và được ký hiệu là (Z/p)* vì nó chỉ chứa các phần tử khác không. Tổng quát hơn, mọi nhóm con hữu hạn của một trường là cyclic.

## Ví dụ
Trong nhóm đối xứng 2D và 3D với hình đối xứng quay là Cn, của nhóm hữu hạn dạng Zn.
Chú ý rằng nhóm S1 gồm tất cả các phép quay của một hình tròn (nhóm tròn) không là cyclic, ví nó là không đếm được.
Các căn bậc n của đơn vị tạo thành một n nhóm cyclic cấp n với phép nhân. nghĩa là, {\displaystyle 0=z^{3}-1=(z-s^{0})(z-s^{1})(z-s^{2})} trong đó {\displaystyle s^{i}=e^{2\pi i/3}} {\displaystyle \{s^{0},s^{1},s^{2}\}} với phép nhân là cyclic.
Nhóm Galois của mọi mở rộng trường hữu hạn là một nhóm cyclic; ngược lại, cho trường hữu hạn F và nhóm cyclic group G, có một mở rộng trường hữu hạn của F mà nhóm Galoas của nó bằng G.

## Biểu diễn nhóm
Đồ thị chu trình của các nhóm cyclic hữu hạn đều là các đa giác n-cạnh vớí các phần tử của nhóm nằm ở các đỉnh. Các đỉnh màu đen trong các đồ thị chu trình dưới đây luôn biểu diễn phần tử đơn vị và các đỉnh khác biểu diễn các phần tử khác của nhóm. Một chu trình nối các lũy thừa kế tiếp của phần tử sinh.
| C1 | C2 | C3 | C4 | C5 | C6 | C7 | C8 |

## Các nhóm con và ký hiệu
Tất cả các nhóm con và nhóm thương của các nhóm cyclic cũng là nhóm cyclic. Đặc biệt, tất cả các nhóm con của Z đều có dạng mZ, với m là số tự nhiên. Tất cả các nhóm này là phân biệt, và tất cả chúng từ nhóm con tầm thường (vớí m=0) đều đẳng cấu với Z. [[Lưới của các nhóm con của Z là đẳng cấu với đối ngẫu của lưới các số tự nhiên sắp thứ tự bởi quan hệ chia hết. Tất cả các nhóm thương của Z là hữu hạn, trừ trường hợp tầm thường Z / {0}. Với mỗi ước dương d của n, nhóm thương Z/nZ có đúng một nhóm con bậc d, sinh ra bởi lớp đồng dư của n/d. Ngoài ra chúng không có các nhóm con nào khác. Lưới của các nhóm con như vậy là đẳng cấu với tập hợp các ước của n, sắp thứ tự theo quan hệ chia hết. Một nhóm cyclic là nhóm đơn nếu và chỉ nếu bậc (hay số phần tử của nó) là số nguyên tố.
Người ta thường sử dụng ký hiệu nhóm thương Z/nZ để chỉ nhóm cyclic cộng với n phần tử.
Trong lý thuyết vành, nhóm con nZ cũng là ideal (n), do đó vành thương cũng được ký hiệu là Z/(n) hoặc Z/n.